# Touët-sur-Var
Touët-sur-Var – miejscowość i gmina we Francji, w regionie Prowansja-Alpy-Lazurowe Wybrzeże, w departamencie Alpy Nadmorskie.
Według danych na rok 1990 gminę zamieszkiwały 342 osoby, a gęstość zaludnienia wynosiła 23 osoby/km² (wśród 963 gmin regionu Prowansja-Alpy-W. Lazurowe Touët-sur-Var plasuje się na 543. miejscu pod względem liczby ludności, natomiast pod względem powierzchni na miejscu 600.).